# Фолькетсвиль
Фолькетсвиль (нем. Volketswil) — город в Швейцарии, в кантоне Цюрих.
Входит в состав округа Устер. Население составляет 15 804 человека (на 31 декабря 2007 года). Официальный код — 0199.